# Паанаярви (озеро)
Па́анаярви (Па́на-ярви, Па́нозеро) (карел. Paanajärvi) — пресноводное озеро на севере Республики Карелия в Лоухском районе на территории национального парка «Паанаярви».
Объём воды — 0,89 км³. Площадь поверхности — 23,6 км². Площадь водосборного бассейна — 5295 км². Высота над уровнем моря — 128 м.

## Общие сведения
Озеро относится к самым глубоким пресноводным озёрам Фенноскандии. 
Западный берег озера расположен в 4 км от российско-финляндской границы.
Озеро вытянуто с запада на восток. Рельеф дна характеризуется чередованием глубоких впадин (до 120 м) с поднятиями (до 20 м). Котловина озера имеет тектоническое происхождение. Берега с высокими горами и крутыми склонами; покрыты хвойным лесом.
В озере обитают сиг, кумжа, палия, хариус, щука, окунь, ряпушка.
Озеро является частью национального парка «Паанаярви», все виды использования, кроме рекреационных, запрещены.